# Eseń-Płatforma
Eseń-Płatforma (ukr. Есень-Платформа) – przystanek kolejowy w miejscowości Tysaujfału, w rejonie użhorodzkim, w obwodzie zakarpackim, na Ukrainie. Położony jest na linii Lwów – Stryj – Czop.
Przystanek istniał przed II wojną światową.